# Jeffrey Dean Morgan
Jeffrey Dean Morgan (Seattle, 22 de abril de 1966) es un actor estadounidense, conocido por interpretar a Negan Smith en la serie The Walking Dead, a El Comediante en la película Watchmen (2009), a Denny Duquette en Grey's Anatomy, a John Winchester en Supernatural, a Thomas Wayne en Batman v Superman: Dawn of Justice, por su papel como Kessel en The Boys y por su más reciente papel como el agente Russel en la película  Rampage.

## Primeros años
Morgan nació en Seattle (estado de Washington), hijo de Sandy Thomas y Richard Dean Morgan. Estudió en la Ben Franklin Elementary School, Rose Hill Junior High y Lake Washington High School en la ciudad de Kirkland (estado de Washington), donde jugó al fútbol americano y llegó a ser capitán del equipo de baloncesto del instituto.
Continuó con este último deporte en el Skagit Valley College hasta que una lesión de rodilla acabó con sus deseos de lograr una carrera deportiva. Durante un tiempo se dedicó al diseño gráfico hasta que, al ayudar a un amigo a trasladarse a la ciudad de Los Ángeles, donde solo iba a permanecer un fin de semana, recaló en el mundo de la interpretación.

## Carrera
Desde su comienzo en 1991, ha aparecido en más de 40 películas. Sin embargo, el grueso de su carrera lo ha desarrollado en la televisión, habiendo sido el protagonista de la serie The Burning Zone (1996-1997). Su personaje del Dr. Edward Marcase apareció en 10 de los 19 episodios.
Desde 1999, Morgan ha aparecido en varias series de televisión, entre ellas
Urgencias,
JAG,
[[Walker,
Texas Ranger]],
El Abogado,
Angel,
Tru Calling,
CSI,
Sliders (salto al infinito),
Monk o
The Good Wife.
Durante 2005 y 2006, Morgan saltó a la fama apareciendo con personajes recurrentes y de forma simultánea en tres series de televisión distintas:
- En la serie Sobrenatural, donde interpreta a John Winchester, el misterioso padre de Dean (Jensen Ackles) y Sam (Jared Padalecki), que muere y luego se les aparece a sus hijos para ayudarlos. La serie es de la CW.
- En la serie Anatomía de Grey, como el paciente en espera de un trasplante de corazón, Denny Duquette, que inicia una relación con la interna Izzie Stevens (Katherine Heigl) y muere al final de la segunda temporada, Denny regresó en apariciones a Meredith Grey e Izzie Stevens. La serie es de la ABC.
- En la serie de Weeds, como Judah Botwin, el fallecido marido de Nancy Botwin interpretada por Mary-Louise Parker. La serie es de Showtime.

En 2007 participó junto a Hilary Swank en la película P. S. I love you, interpretando al irlandés William Gallagher.
En 2009 interpretó al vigilante llamado el Comediante, en la película Watchmen, basada en la novela gráfica del mismo nombre escrita por Alan Moore e ilustrada por Dave Gibbons.
En 2015 participó en la séptima temporada de la exitosa serie de televisión The Walking Dead, en la cual tomará el papel del antagonista principal y antihéroe Negan Smith.
Realizó una participación especial en la séptima temporada de The good wife donde dio vida a un investigador privado.

## Vida personal
Jeffrey salió con la actriz y productora Sherrie Rose y en marzo de 2009 se supo que tenía un hijo de cinco años con ella.
En 2006 comenzó a salir con su antigua compañera y coprotagonista de Weeds, Mary-Louise Parker. La pareja terminó la relación en junio de 2007; sin embargo, poco después se reconciliaron y el 12 de febrero de 2008 anunciaron su compromiso, pero la pareja rompió en abril del mismo año.
A mediados de 2009 comenzó a salir con la actriz de One Tree Hill, Hilarie Burton y a inicios de 2010 tuvieron su primer hijo, Gus Morgan. Se casaron el 5 de octubre de 2019.

## Filmografía

### Películas
| Año  | Película                                          | Personaje                                               | Notas                                                     |
| ---- | ------------------------------------------------- | ------------------------------------------------------- | --------------------------------------------------------- |
| 1991 | Sin piedad o Uncaged                              | Sharkey                                                 |                                                           |
| 1991 | To cross the Rubicon                              | Rod                                                     |                                                           |
| 1995 | Encubrimiento o Undercover heat                   | Ramone                                                  |                                                           |
| 1995 | Dillinger and Capone                              | Jack Bennett                                            | junto a Michael Sheen                                     |
| 1996 | La fuerza de una promesa o In the blink of an eye | Jessie                                                  | junto a Mimi Rogers y Carlos Gómez                        |
| 1997 | Legal deceit                                      | Todd Hunter                                             |                                                           |
| 1999 | Road kill                                         | Bobby                                                   |                                                           |
| 2003 | Something more                                    | Daniel                                                  | película corta                                            |
| 2004 | Dead & breakfast                                  | sheriff                                                 | junto a Erik Palladino                                    |
| 2004 | Six: the mark unleashed                           | Tom Newman                                              | junto a Eric Roberts                                      |
| 2005 | Chasing ghosts                                    | detective Cole Davies                                   |                                                           |
| 2006 | Jam                                               | Dale                                                    |                                                           |
| 2007 | P. S. I love you                                  | William Gallagher                                       | junto a Hilary Swank y Lisa Kudrow                        |
| 2007 | Kabluey                                           | Brad                                                    | junto a Lisa Kudrow                                       |
| 2007 | Live!                                             | Rick                                                    | junto a Eva Mendes y Katie Cassidy                        |
| 2007 | Fred Claus                                        | un hombre que está sacando un ticket de estacionamiento | cameo                                                     |
| 2008 | The Accidental Husband                            | Patrick Sullivan                                        | junto a Uma Thurman y Colin Firth                         |
| 2008 | Days of wrath                                     | Brian Gordon                                            | junto a Wilmer Valderamma y Ana Claudia Talancon          |
| 2009 | Taking Woodstock                                  | Dan                                                     | junto a Emile Hirsch                                      |
| 2009 | Watchmen                                          | Edward Blake / El Comediante                            | junto a Carla Gugino , Malin Akerman y Jackie Earle Haley |
| 2010 | The Losers                                        | Coronel Franklin Clay                                   | junto a Idris Elba, Chris Evans y Zoe Saldaña             |
| 2010 | Shanghai                                          | Connor                                                  | junto a John Cusack y Chow Yun-Fat                        |
| 2011 | Jonah Hex                                         | Jeb                                                     | sin acreditar                                             |
| 2011 | Texas Killing Fields                              | Brian Heigh                                             | junto a Sam Worthington y Jessica Chastain                |
| 2011 | The Courier                                       | The Courier                                             |                                                           |
| 2011 | The Resident                                      | Max                                                     | junto a Hilary Swank y Christopher Lee                    |
| 2011 | Peace, Love, & Misunderstanding                   | Jude                                                    | junto a Elizabeth Olsen, Jane Fonda y Chace Crawford      |
| 2012 | Red Dawn                                          | sargento comandante Andrew Tanner                       | junto a Chris Hemsworth, Josh Hutcherson e Isabel Lucas   |
| 2012 | The Possession                                    | Clyde                                                   | junto a Kyra Sedgwick                                     |
| 2014 | The Salvation                                     | Delarue                                                 | junto a Eva Green y Mads Mikkelsen                        |
| 2014 | They came together                                | Frank                                                   | junto a Paul Rudd y Amy Poehler                           |
| 2015 | Desierto                                          | Sam                                                     | producción mexicana junto a Gael García Bernal            |
| 2015 | Heist                                             | Vaughn                                                  | junto a Robert De Niro                                    |
| 2015 | Solace                                            | agente Joe Merriweather                                 | actor principal                                           |
| 2015 | The Adventures of Beatle o Guns for hire          | Bruce                                                   | junto a Ever Carradine y Michele Hicks                    |
| 2016 | Batman v Superman: Dawn of Justice                | Thomas Wayne                                            |                                                           |
| 2018 | Rampage                                           | Harvey Russell                                          | con Dwayne Johnson, Naomie Harris y Malin Akerman         |
| 2020 | The Postcard Killings                             | Jacob Kannon                                            |                                                           |
| 2020 | Walkaway Joe                                      | Cal McCarthy                                            |                                                           |
| 2021 | The Unholy                                        | Gerry Fenn                                              | adaptación de la novela Shrine de James Herbert 1983      |
| 2022 | The integrity of Joseph Chambers                  | el jefe de policía                                      |                                                           |
| 2022 | Vértigo o Fall                                    | James Conner, el padre de Becky                         |                                                           |
| 2024 | Bloody Axe Wound                                  | Butch Slater                                            | también productor ejecutivo                               |
| 2025 | Neighborhood Watch                                | Ed Deerman                                              | junto a Jack Quaid                                        |

### Series de televisión
| Año         | Serie                             | Personaje                | Notas                                      |
| ----------- | --------------------------------- | ------------------------ | ------------------------------------------ |
| 1995        | Extreme                           | Jack Hawkins             | 2 episodios                                |
| 1995-2002   | JAG: Alerta Roja                  | Wally, técnico de la CIA | 3 episodios                                |
| 1996        | Sliders                           | Sid                      | episodio "El Sid"                          |
| 1996-1997   | The burning zone                  | Dr. Edward Marcase       | 11 episodios                               |
| 2000        | Walker, Texas Ranger              | Jake Horbart             | episodio "Child of Hope"                   |
| 2001        | Urgencias (E.R.)                  | Bombero Larkin           | episodio "The Crossing"                    |
| 2002        | El abogado (The Practice)         | Daniel Glenn             | episodio "The Test"                        |
| 2002        | Angel                             | Sam Ryan                 | episodio "Provider"                        |
| 2002        | The Division                      | Padre William Natali     | episodio "Forgive Me, Father"              |
| 2003        | CSI: Crime Scene Investigation    | agente encubierto        | episodio "All for Our Country"             |
| 2003        | Enterprise                        | Xindi-Reptilian          | episodio "Carpenter Street"                |
| 2004        | Monk                              | Steven Leight            | episodio "Mr. Monk Takes Manhattan"        |
| 2004        | The Handler                       | Mike                     | episodio "Give Daddy Some Sugar"           |
| 2004        | True Calling                      | Geoffrey Pine            | episodio "Two Pair"                        |
| 2005        | The O.C.                          | Joe Zukowski             | episodio "The Accomplice"                  |
| 2005        | Weeds                             | Judah Botwin             | 2 episodios                                |
| 2005-2019   | Supernatural                      | John Winchester          | 13 episodios; personaje recurrente         |
| 2006 - 2009 | Grey's Anatomy                    | Denny Duquette           | 24 episodios; personaje recurrente         |
| 2012        | Magic City                        | Ike                      | serie de televisión, junto a Steven Strait |
| 2015        | Extant                            | J. D. Richter            | 13 episodios, 2015                         |
| 2015        | Texas Rising                      | Deaf Smith               | jefe de los Rangers                        |
| 2015        | The Good Wife                     | Jason Crouse             | investigador                               |
| 2015        | The Secret Life of Marilyn Monroe | Joe DiMaggio             | miniserie con 2 episodios                  |
| 2016-2022   | The Walking Dead                  | Negan Smith              | Personaje principal; temporada 7 a 11      |
| 2023-       | The Walking Dead: Dead City       | Negan Smith              | protagonista; temporada 1: 6 episodios     |
| 2024        | The Boys                          | Joe Kessler              | temporada 4                                |
| 2025        | Invincible                        | Conquest                 | temporada 3                                |